# Rivière-Matawin
Pour la rivière, voir Rivière Matawin.
Pour les articles homonymes, voir Matawin.
Le Rivière-Matawin , aussi connu sous Matawin, est un hameau situé sur la rive Est de la rivière Saint-Maurice, en Mauricie, en la province de Québec, au Canada. Aujourd'hui, le territoire de Rivière-Matawin fait partie de la municipalité de Trois-Rives.

## Toponymie
Le nom du hameau provient de la rivière Matawin, dont l'embouchure est localisé sur la rive opposé de la rivière Saint-Maurice.